# Travis Sanheim
Travis Sanheim (Elkhorn, Manitoba, 29 de marzo de 1996) es un jugador profesional canadiense de hockey sobre hielo que se desempeña en la posición de defensor izquierdo en Philadelphia Flyers, equipo de la National Hockey League (NHL).

## Carrera
Fue seleccionado en la primera ronda en la NHL Entry Draft de 2014. En 2017 hizo su debut profesional con el equipo Philadelphia Flyers, donde lleva jugando siete temporadas.